# 아드반테스트
아드반테스트(영어: Advantest)는 일본의 반도체 제조 장비업체이다.